# Vilasrao Deshmukh

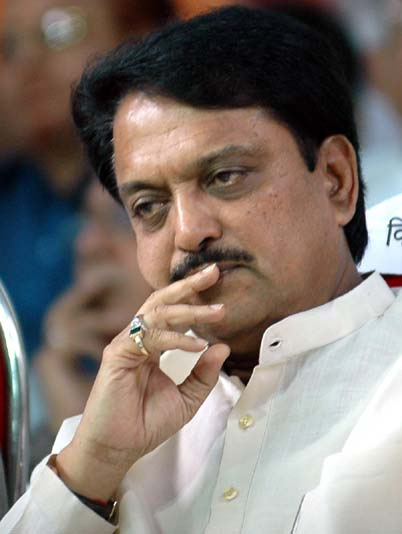
Vilasrao Deshmukh (2012)

Vilasrao Dagadojirao Deshmukh (Marathi विलासराव देशमुख, * 26. Mai 1945 in Babhalgaon, Distrikt Latur, damals Provinz Bombay, Britisch-Indien, heute Maharashtra; † 14. August 2012 in Chennai, Tamil Nadu) war ein indischer Politiker des Indischen Nationalkongresses (INC).
Er war zweimal Chief Minister von Maharashtra sowie mehrfach Minister der indischen Bundesregierung. Zuletzt war er bis zu seinem Tod Minister für Wissenschaft und Technologie sowie Minister für Geowissenschaften.

## Leben

### Kommunalpolitiker, Abgeordneter und Minister in Maharashtra
Nach dem Schulbesuch absolvierte Deshmukh ein Studium der Rechtswissenschaften und war danach als Rechtsanwalt tätig. Seine politische Laufbahn begann er 1974, als er zum Mitglied des Rates für kommunale Selbstverwaltung (Gram Panchayat) des Dorfes Babhalgaon gewählt wurde, dem er bis 1980 angehörte. Während dieser Zeit war er zwischen 1974 und 1976 auch Vorsteher (Sarpanch) dieser Gemeinde. Zugleich wirkte er zwischen 1974 und 1980 als Mitglied des Rates des Distrikts Osmanabad sowie als Vize-Vorsitzender des Komitees der Räte für kommunale Selbstverwaltung (Taluka Panchayat Samiti) im Distrikt Latur, die beide in der Division Aurangabad von Maharashtra liegen. Während seiner Zeit als Präsident des Youth Congress, des Jugendverbandes des INC, im Distrikt Osmanabad von 1975 bis 1978 arbeitete er an der Einführung eines Fünf-Punkte-Programms für den Youth Congress mit und war später auch Präsident des INC im Distrikt Osmanabad.
1980 wurde Deshmukh erstmals zum Abgeordneten der Legislativversammlung von Maharashtra gewählt und gehörte dieser nach Wiederwahlen 1985 und 1990 bis 1995 an. Während dieser Zeit war er mehrfach Staatsminister und Minister in verschiedenen Regierungen des Bundesstaates Maharashtra, wie zum Beispiel im Kabinett von Chief Minister Babasaheb Bhosale, und hatte in dieser Zeit zahlreiche Ministerämter inne, wie zum Beispiel für Inneres, Allgemeine Verwaltung, Zusammenarbeit, öffentliche Arbeiten, Verkehr, Legislativangelegenheiten, Tourismus, Landwirtschaft, Tierzucht, Entwicklung der Milchwirtschaft, Fischerei, Industrie, ländliche Entwicklung, Bildung, technische Bildung, Sport und Jugendwohlfahrt. Bei den Wahlen 1995 erlitt er eine Wahlniederlagen von 35.000 Wählerstimmen gegenüber seinem Herausforderer und schied damit aus der Legislativversammlung aus.
Bei den darauf folgenden Wahlen im September 1999 wurde er jedoch wieder zum Abgeordneten der Legislativversammlung gewählt, erhielt eine Mehrheit von 91.000 Wählerstimmen und damit das höchste Ergebnis in der Wahlgeschichte des Bundesstaates.

### Chief Minister von Maharashtra
Am 17. Oktober 1999 wurde Deshmukh als Nachfolger von Narayan Rane von der Regionalpartei erstmals selbst zum Chief Minister von Maharashtra gewählt. Nachdem es innerhalb des INC von Maharashtra zu Faktionalismus gekommen war, musste er am 17. Januar 2003 das Amt des Chief Ministers zu Gunsten seines parteiinternen Konkurrenten Sushil Kumar Shinde abgeben.
Bei den Wahlen im Oktober 2004 wurde er im Wahlkreis Latur wieder zum Abgeordneten der Legislativversammlung gewählt und übernahm kurz darauf am 1. November 2004 von Sinde wieder das Amt des Chief Ministers von Maharashtra, das er bis zu seinem Rücktritt am 4. Dezember 2008 sowie der anschließenden Amtsübernahme durch Ashok Chavan bekleidete. Während dieser Amtszeit kam es zu den Bombenanschlägen in Mumbai 2006, nach denen er zur Ruhe aufrief und den Opfern eine Entschädigung zusagte. Grund für seinen Rücktritt am 4. Dezember 2008 waren Vorwürfe wegen des Krisenmanagements gegen Innenminister Shivraj Patil und ihn nach den Anschlägen am 26. November 2008 in Mumbai.

### Bundesminister im zweiten Kabinett Manmohan Singh
Ein knappes halbes Jahr nach seinem Rücktritt als Chief Minister von Maharashtra wurde Deshmukh jedoch von Premierminister Manmohan Singh am 28. Mai 2009 zum Minister für Schwerindustrie und öffentliche Unternehmen in dessen zweites Kabinett berufen. Im Zuge einer Kabinettsumbildung wurde er am 19. Januar 2011 Nachfolger von Chandra Prakash Joshi als Minister für ländliche Entwicklung und Minister für kommunale Selbstverwaltung (Panchayati Raj), während der bisherige Staatsminister im Ministerium für zivile Luftfahrt, Praful Patel, neuer Minister für Schwerindustrie und öffentliche Unternehmen wurde.
Bei einer erneuten Umbildung der Regierung wurde er am 12. Juli 2011 Nachfolger von Pawan Kumar Bansal als Minister für Wissenschaft und Technologie sowie als Minister für Geowissenschaften. Sein Nachfolger als Minister für ländliche Entwicklung und Minister für kommunale Selbstverwaltung wurde daraufhin Kishore Chandra Deo.
Wenige Tage später wurde bei ihm eine Leberzirrhose festgestellt. Anfang August 2012 wurde er nach einem Leber- und Nierenversagen in das Breach Candy Hospital in Mumbai verlegt und dann am 6. August 2012 zu einer Leber- und Nierentransplantation nach Chennai geflogen, wo er am 14. August 2012 nach einem Multiorganversagen verstarb.
Bereits einen Tag nach seinem Tod wurde Vayalar Ravi zu seinem Nachfolger als Minister für Wissenschaft und Technologie sowie als Minister für Geowissenschaften ernannt.
Sein Sohn ist der Hindi-Film-Schauspieler Ritesh Deshmukh.